# 福恩克里克鎮區 (堪薩斯州蒙哥馬利縣)
福恩克里克鎮區（英語：Fawn Creek Township）是位於美國堪薩斯州蒙哥馬利縣的一個行政鎮區。

## 地方資料
福恩克里克鎮區的面積為178.70平方千米，當中陸地面積為178.59平方千米，而水域面積為0.11平方千米。根據2010年美國人口普查的數據，當地共有人口2025人，而人口密度為每平方千米11.33人。

## 外部連結
- US-Counties.com
- City-Data.com （页面存档备份，存于）